# Zacisze (Zielona Góra)
Osiedle Zacisze – osiedle mieszkaniowe miasta Zielona Góra, zlokalizowane w zachodniej części miasta, tuż pod linią kolejową nr 370.

## Położenie
Zacisze znajduje się w zachodniej części Zielonej Góry między osiedlami: Malarzy, Leśnym oraz Przyjaźni.

## Transport

### Transport drogowy
Zacisze jest położone niedaleko drogi wojewódzkiej DW282 oraz drogi krajowej DK32, która (będąc również obwodnicą Zielonej Góry) prowadzi do drogi ekspresowej S3.

### Transport kolejowy
Tuż nad Zaciszem przebieg linia kolejowa nr 370, na trasie Zielona Góra – Żary. Ma tutaj powstać stacja kolejowa Zielona Góra Zacisze.

### Transport publiczny
Przez osiedle przejeżdżają autobusy Miejskiego Zakładu Komunikacji w Zielonej Górze. Do Zacisza można dojechać ośmioma liniami dziennymi, z czego tylko trzy linie wjeżdżają w głąb osiedla (linie nr 5, 12), zaś pozostałe linie mają trasę na granicznych ulicach osiedla (linie nr 10 oraz 39 przejeżdżają po ulicy Zacisze, a linia nr 26 po alei Wojska Polskiego).